# Faye Kellerman
Pour les articles homonymes, voir Kellerman.
Œuvres principales
- Série Peter Decker et Rina Lazarus

Faye Kellerman, née le 31 juillet 1952 à Saint-Louis dans le Missouri, est un écrivain américain de polars. Elle est la femme de l'écrivain Jonathan Kellerman et la mère de Jesse Kellerman.

## Œuvres

### SériePeter Decker et Rina Lazarus
1. (en) The Ritual Bath, 1986Prix Macavity 1987 du meilleur premier roman
2. (en) Sacred and Profane, 1987
3. (en) Milk and Honey, 1990
4. (en) Day of Atonement, 1991
5. (en) False Prophet, 1992
6. (en) Grievous Sin, 1993
7. (en) Sanctuary, 1994
8. (en) Justice, 1995
9. (en) Prayers for the Dead, 1996
10. (en) Serpent's Tooth, 1997
11. Les Os de Jupiter, Seuil, 2001 ((en) Jupiter's Bones, 1999), trad. Dominique Rinaudo, 396 p.  (ISBN 2-02-048651-2)
12. Premières Armes, Seuil, 2002 ((en) Stalker, 2000), trad. Frédéric Grellier, 504 p.  (ISBN 2-02-048653-9)
13. (en) The Forgotten, 2001
14. (en) Stone Kiss, 2002
15. (en) Street Dreams, 2003
16. (en) The Burnt House, 2007
17. (en) The Mercedes Coffin, 2008
18. Au dernier vivant, Harlequin, coll. « Mosaïc », 2016 ((en) Blindman's Bluff, 2009), trad. Philippe Mortimer, 464 p.  (ISBN 978-2-280-34283-4)
19. Le Cercle des disparues, HarperCollins, 2016 ((en) Hangman, 2010), trad. Marc Rosati, 528 p.  (ISBN 979-10-339-0009-2)
20. (en) Gun Games, 2011
21. (en) The Beast, 2013
22. (en) Murder 101, 2014
23. (en) The Theory of Death, 2015
24. (en) Bone Box, 2017
25. (en) Walking Shadows, 2018
26. (en) The Lost Boys, 2021
27. (en) The Hunt, 2022

### Romans indépendants
- (en) The Quality of Mercy, 1989
- (en) Moon Music, 1998
- Double Homicide, Seuil, 2007 ((en) Double Homicide, 2004), trad. Marie-France de Paloméra, 288 p.  (ISBN 978-2-02-085425-2)Écrit avec Jonathan Kellerman.
- (en) Straight Into Darkness, 2005
- (en) The Garden of Eden and Other Criminal Delights, 2006
- Crimes d'amour et de haine, Seuil, 2009 ((en) Capital Crimes, 2006), trad. William Olivier Desmond, 420 p.  (ISBN 978-2-02-085426-9)Écrit avec Jonathan Kellerman.
- (en) Prism, 2009Écrit avec Aliza Kellerman.
- (en) Killing Season, 2017